# 巴德·格兰特
小哈里·彼得·格兰特（英語：Harry Peter Grant Jr.，1927年5月20日—2023年3月11日），美国NBA联盟的前职业篮球运动员。他在NFL联盟中担任明尼蘇達維京人的总教练一职长达18赛季。